# Klarjeti

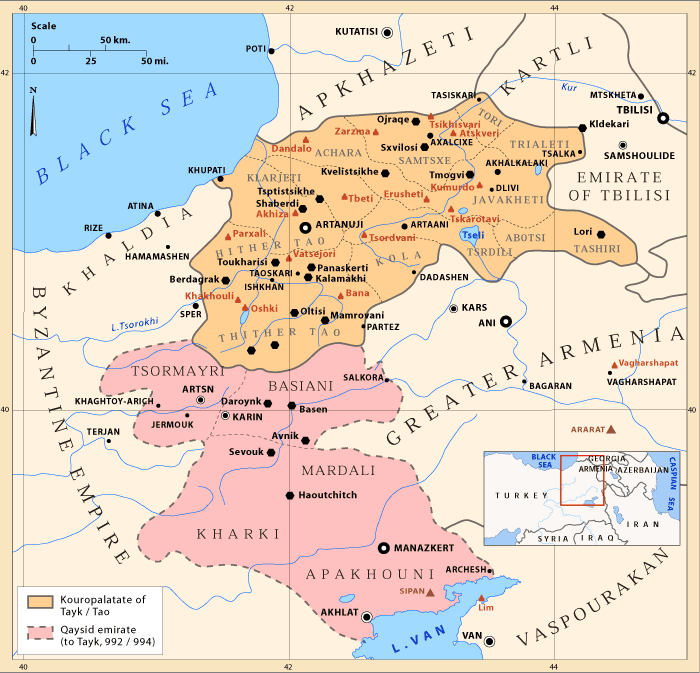
Cartina geografica di Tao-Klarjeti, ca. 780–1000

Klarjeti o Klargeti oppure con forma più italianizzata Clargezia (in georgiano კლარჯეთი?, kˈlɑrdʒetʰiː) era una provincia dell'antica Georgia medievale, attualmente parte della Provincia di Artvin, nella Turchia nord-orientale. Klargeti, la provincia di Tao confinante e molti altri distretti più piccoli costituivano una regione più grande con storia e cultura condivisa convenzionalmente nota come Tao-Klarjeti.

## Storia antica
La regione di Klargeti, attraversata dal fiume Chorokhi (in turco Çoruh), si estendeva dai monti Arsiani verso ovest e verso il Mar Nero ed era incentrata sull'importante città commerciale fortificata di Artanuji (adesso Ardanuç). Confinava con Shavsheti e Nigali al nord, e la regione armeno-georgiana di Tayk/Tao a sud. La regione corrisponde grosso modo alla Cholarzene (in greco antico: Χολαρζηνή, Καταρζηνή?) delle fonti classiche e probabilmente alla Kaţarza o Quturza dei più antichi documenti urartiani.
Klargeti fu una delle province più sud-occidentali del regno di Kartli, conosciuta dagli autori greco-romani con il nome di Iberia, come appare nella cartina geo-politica caucasica riferita al III secolo a.C. e venne governata – secondo le Cronache georgiane medievali – dalla Dinastia farnabazida. Dal II secolo a.C. al III secolo a.C., Klargeti insieme ad altre terre confinanti venne ad essere rivendicata dai regni di Iberia e di Armenia (gli armeni conoscevano Klarjeti come Kļarjk'), passando così da uno stato all'altro. Nel decennio del 370 con la spartizione dell'Iberia tra gli imperi romano e persiano, Klargeti passò al primo, ma non si sa se come provincia o stato vassallo. Il matrimonio del re cosroide Vakhtang I di Iberia con la principessa romana Elena sembra avere consentito agli iberici caucasici di riottenere la provincia nel 485 ca. Quindi, Klargeti rimase in possesso dei figli più giovani di Vakhtang e i loro discendenti romanofili che venivano a costituire la casata dei Guaramidi rimanendo a Klarjeti e a Javakheti fino al 786 ca., quando i possedimenti guaramidi passarono ai loro rinascenti cugini della famiglia dinastica bagratide.

## Governo Bagratide

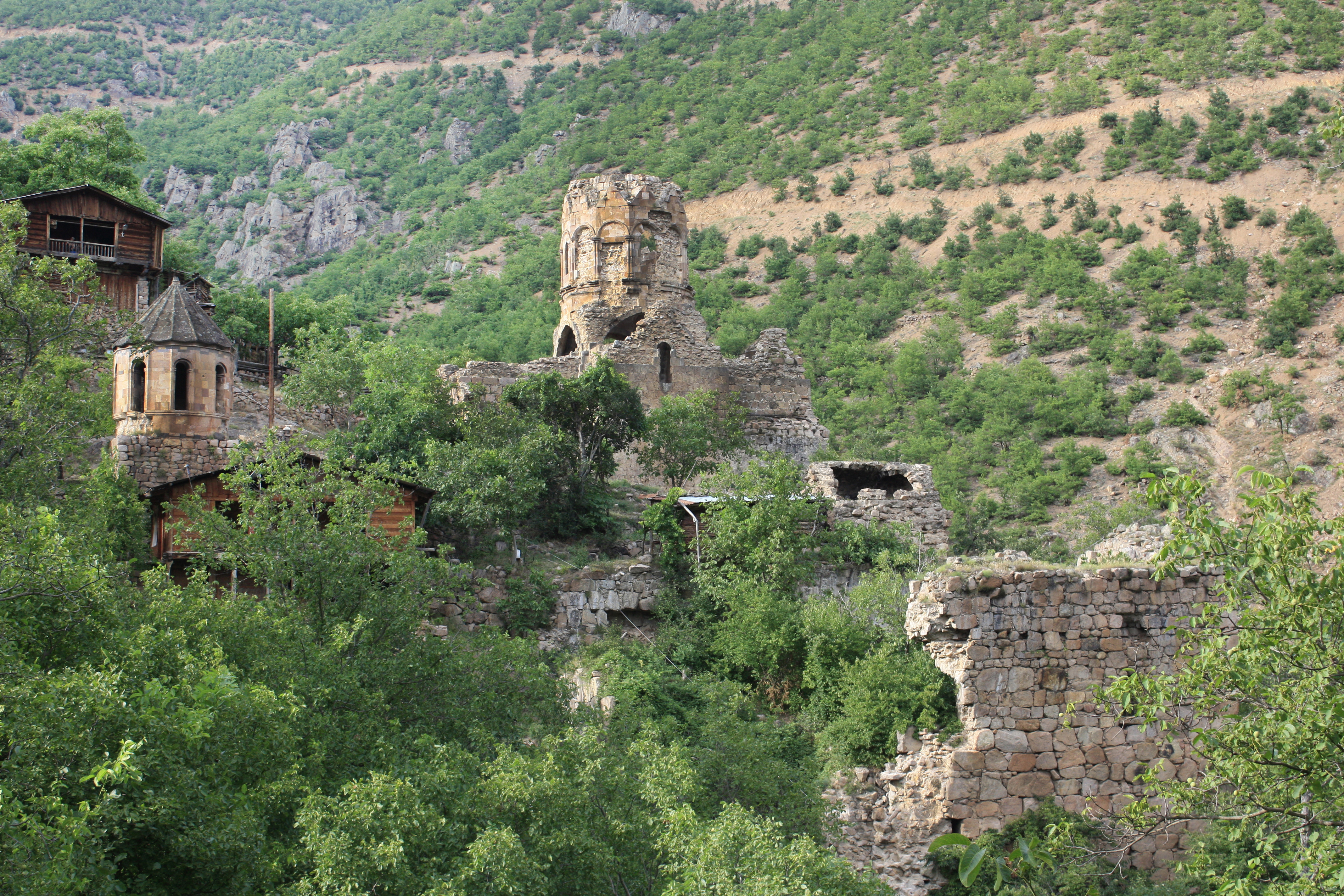
Il monastero di Khandzta, adesso in rovine

I bagratidi governarono la regione in un periodo di prosperità economica e rinascita culturale. I proventi delle imposte provenienti da Artanuji furono il maggior fattore per la crescita della potenza bagratide. Abbandonata con l'invasione araba, Klargeti fu ripopolata, venendo così a svilupparsi come il maggior centro di cultura cristiana, tramite l'ausilio del movimento monastico su larga scala iniziato dal monaco georgiano Gregorio di Khandzta (759 – 861).
Intorno all'870, Klargeti divenne feudo ereditario di uno dei principali tre rami dei bagratidi georgiani. Questa stirpe – nota nei documenti georgiani medievali come Sovranità di Klarjeti (კლარჯნი ხელმწიფენი, klarjni khelmts'ip'eni) – fu alla fine espropriata dal loro cugino Bagrat III, il primo re di una Georgia unificata, nel 1010. Klargeti mai più si risollevo da una serie di successivi attacchi selgiuchidi nell'XI secolo e ulteriormente declinò con le invasioni mongole e Timuridi, nel XIII e XIV secolo. Dopo la spartizione del Regno di Georgia nel XV secolo, la regione di Klargeti passò ai principi di Samtkshe che la persero con la conquista ottomana, nel 1551.